# TBC (auteur)
Pour les articles homonymes, voir TBC.

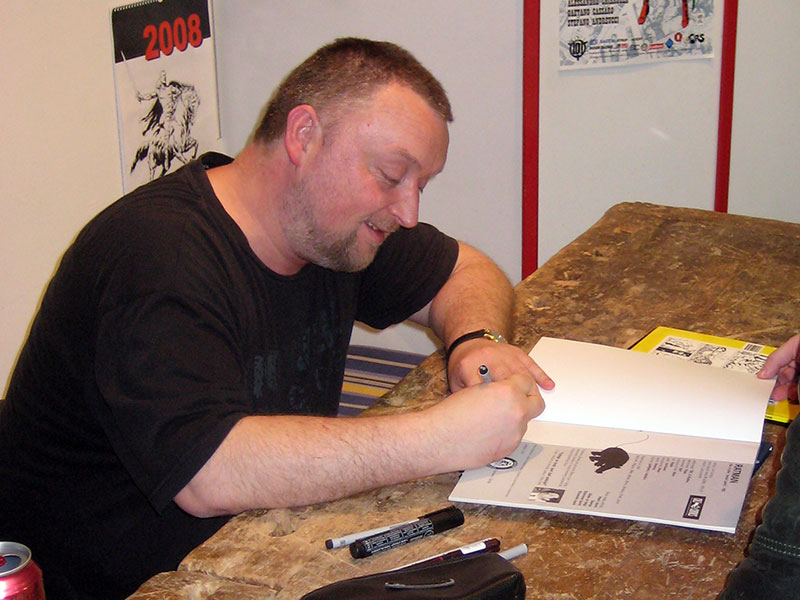
TBC en 2008.

TBC, de son vrai nom Tomaz Lavrič (né en 1964 à Ljubljana) est un auteur slovène de bande dessinée.

## Bandes dessinées publiées

### En slovène
- Publications dans Diareja (Diarrhée), Fabrika 13, 1988-1989
- Rdeci Alarm (Alarme rouge), Cult Comics, 1996
- Bosanske Basni, (Fables de Bosnie), Cult Comics, 1997
- Ratman, Cult Comics, 1997

### En français
- Fables de Bosnie, Glénat, coll. « Grands chapitres », 1999[1]
- La Cavale de Lézard, Glénat, coll. « Grands chapitres », 1999
- Temps nouveaux, Glénat, coll. « Grands chapitres », 2001
- Le Décalogue, t. 4 : Le Serment (dessin), avec Patricia Faucon (couleur) et Frank Giroud (scénario), Glénat, coll. « Grafica », 2001
- Lomm, avec Jean-Louis Hubert (couleur), Vents d'Ouest :

1. L'Arbre des volants, 2002[2]. prix du scénario au Festival d'Angoulême 2002
2. Les Enfants des racines, 2003
3. La Tribu des hommes purs, 2004

- Evropa, Glénat, coll. « Bulle noire » :

1. Arrivées, 2003[3]
2. Circuit, 2004